# Drapeau d'Omaha
Le drapeau d'Omaha, dans le Nebraska, se compose d'un fond bleu avec un symbole de soleil amérindien en or entouré d'un cercle. En son centre se trouve un cercle rouge bordé de blanc avec une représentation d'un homme portant ses deux chevaux et un chariot couvert.
Le drapeau a obtenu un score de 5,59 et a été classé 26e sur 150 lors de l'enquête NAVA de 2004, derrière Albuquerque et devant Minneapolis.

## Design et symbolisme
Le champ bleu est pour la sincérité des gens, le soleil amérindien identifie l'héritage des indigènes d'Omaha, qui se sont installés dans l'actuelle ville d'Omaha. Le symbole du soleil est entouré d'un cercle, qui représente le développement en cours. Les rayons du soleil représentent le transport terrestre, maritime et aérien; la fabrication, l'agriculture et le marché du bétail; le gouvernement de la ville tel qu'incarné dans la charte de la ville; et la culture représentée par les arts, l'éducation et la religion. Le wagon couvert honore le passé pionnier de la ville.